# Arthroleptis hematogaster
Arthroleptis hematogaster là một loài ếch thuộc họ Arthroleptidae.
Đây là loài đặc hữu của Cộng hòa Dân chủ Congo.
Môi trường sống tự nhiên của chúng là vùng núi ẩm nhiệt đới hoặc cận nhiệt đới.